# 转录因子

转录因子激活DNA转录

在分子生物学中，转录因子（英語：Transcription factor）是指能够结合在某基因上游特异核苷酸序列上的蛋白质，这些蛋白质能调控其基因的转录，具体是通过调控核糖核酸聚合酶（RNA聚合酶，或叫RNA合成酶）与DNA模板股的结合。
转录因子的本质是与DNA特异性结合的一系列蛋白质。一般有不同的功能区域，如DNA结合结构域与效应结构域。转录因子不单与基因上游的启动子区域结合，也可以和其它转录因子形成转录因子复合体来影响基因的转录，可以产生很复杂而精细的影响。结合在DNA上的启动子以及增强子之类控制转录的区域上，促进或者抑制DNA上的遗传信息向RNA转录的过程。转录因子的这一机能可以单独，或者通过与其它蛋白质形成复合体来完成。人类的基因组上已经推定出大约1800个基因控制转录因子的编码。

## 生物学的作用
转录因子具有DNA序列的识别、结合以及控制基因表达的基本机能。在基因转录活性化以及相反地去活性化，以及细胞内很多反应中扮演重要的角色。除此之外以下列出一些重要的机能以供参考。
- 基本性的转录调节

在真核生物中，转录开始时基本转录因子（GTF）是必要的存在。实际上，大多数基本转录因子与DNA是不结合的，而是由存在的部分大型转录开始前复合体与RNA聚合酶发生直接性相互作用。通用的一般性基本转录因子有TFIIA、TFIIB、TFIID、TFIIE、TFIIF、TFIIH等等。
- 发育

大多数的转录因子参与多细胞生物的发育。这些转录因子响应刺激，控制目标基因的转录开始与停止。就这样，适当改变了细胞的形态和活性，可以构建推进细胞分化和功能决定的必要状态。比如说，属于Hox族的转录因子在从果蝇到人类的适当身体构造的构建中。另一个例子是Y染色体上存在的Sex-determining Region Y（SRY）编码的遗传因子，在哺乳动物的性别决定中表现出重要的作用。
- 响应胞间信号传递

胞间信号传递是指一些细胞中的分子被释放，其他细胞中发生通过信号传递执行的连锁反应（级联）。基因的活化/去活化所必要的信号途径常是存在于级联下游转录因子。雌激素受体转录因子参与的雌激素信号（传递）是一个具有相当短的级联反应的例子：卵巢和胎盘分泌的雌激素通过细胞膜与胞质内存在的雌激素受体相结合；受体向细胞核内移动并与特定的DNA序列结合，调节相关的基因转录。
- 对环境的响应

转录因子活动的情况不仅仅是应对类似于信号传导一类的生物学刺激，也参与到对于环境刺激的应对。为了在高温条件下生存所必需的激活基因的热休克因子（HSF），应对低氧条件下的低氧诱导因子（HIF），以及细胞内维持适当脂质水平的固醇调节元件结合蛋白（Sterol Regulatory Element Binding Protein; SREBP）都是例子。
- 细胞周期调节

大多数转录因子与细胞周期的调节相关。无论细胞增长多大，（细胞）分裂中的任何时序（周期区间）都将被其帮助决定。转录因子在尤其细胞周期调节中的原癌基因和抑癌基因的诱导方面起到重要作用。著名的例子是在细胞成长和凋亡中发挥作用的Myc蛋白。

## 调控
转录因子的调节是一个十分复杂的过程, 因为它取决于很多因素，其中最明显的是其他的DNA结合蛋白(包括转录因子等)以及局部的染色体结构. 早期的体外实验认为DNA序列决定转录因子的装配顺序，但愈来愈多的证据显示转录的激活取决于大量的转录因子的相互作用。目前表观遗传学似乎对转录激活也扮演重要角色。多阶段调节、控制机理机制均由重要的生物学反应提供，转录也不例外。转录水平的调节不仅仅是由基因产物（RNA或蛋白质）的量来调节，也受到转录过程本身的调节。以下是转录因子活性调节系统简明的清单。
- 转录因子合成

和其他的蛋白质一样，转录因子也是染色体上的基因转录成RNA，并被翻译成蛋白质。转录因子产生和活性受到这些步骤的影响。一些转录因子可能会显示出对其自身的产生具有抑制效应的特性（负反馈）。转录因子与编码其自身的基因相结合的情况下，通常具有抑制方向的作用。这就是细胞内转录因子水平维持在较低区间的机制之一。
- 核定位

在真核生物中，转录因子的转录在核内，翻译在细胞质中进行。核内活动的蛋白质大多数都有将自身引入核内的核定位化信号。然而，对于许多转录因子，这（核定位化信号）反而是核易位过程调控的关键点。某些转录因子（如核受体）为了迁移到细胞核中必须在细胞质中结合配位体。
配体结合/通过化学性修饰的活化
配体的结合除了与转录因子的局部富集相关，也参与影响着转录因子的活性状态（DNA与其耦合因子的结合与否）。除了通过磷酸化与DNA结合的STAT蛋白，通过化学性修饰受到激活的转录因子也有很多。
- DNA结合区的接近

在真核的情况下，转录活性低的基因区间内，组蛋白或染色质纤维呈现凝缩的异染色质状态。异染色质内部的DNA大多不能与转录因子发生接触。为了在这种状态下能够结合DNA，首先有必要把它的结构改变成常染色质，例如改变组蛋白的结构。
有的DNA片段已经结合了转录因子，而对于结合对象为同一部位的其他转录因子而言，可以视作是干扰的因素。像这样，定向到同一基因上的多个转录因子，其中一个促进转录而其它种类起到抑制作用，有时就是展现这样一种互相拮抗的角色。
- 耦合因子的作用/复合体的形成

大部分转录因子没有单独的功能，基因的转录有必要结合好几个转录因子。这些转录因子的复合体就是填补前起始复合物或RNA聚合酶使之起效的一种一种的耦合因子。这样，为了一种转录因子转录的开始，其他必要的蛋白质必须存在，且必须处于可以结合的状态。

## 构造
转录因子存在高度模组化的构造。即各种参与转录调控的具有各自功能的区域（又称为域）被组合编入一个单一的转录因子。各功能区域的排列和数目取决于转录因子本身，信号检知和激活作用在很多情况下包含在同一区域。
- DNA结合域（DNA binding domain; DBD）

同DNA的特殊序列（如基因附近存在的启动子和增强子序列）结合的区域。与转录调节直接相关，是最重要的领域（下面详述）。与转录因子相结合的DNA序列常常被视为激素的响应元件。
- 激活结构域（transactivation domain; TAD）

和其他的蛋白质（例如耦合转录调节因子）结合的区域。这一部分很多情况下被称呼为“激活功能区”。
信号检知域signal sensing domain; SSD）或称配体结合域
通过外部信号检出，传达信号到组成复合体的剩余部分，从而完成基因表达的控制。SSD和DBD在转录因子上呈现离散分布，形成的复合体是他们最初互相整合功能的场合。

## DNA结合域

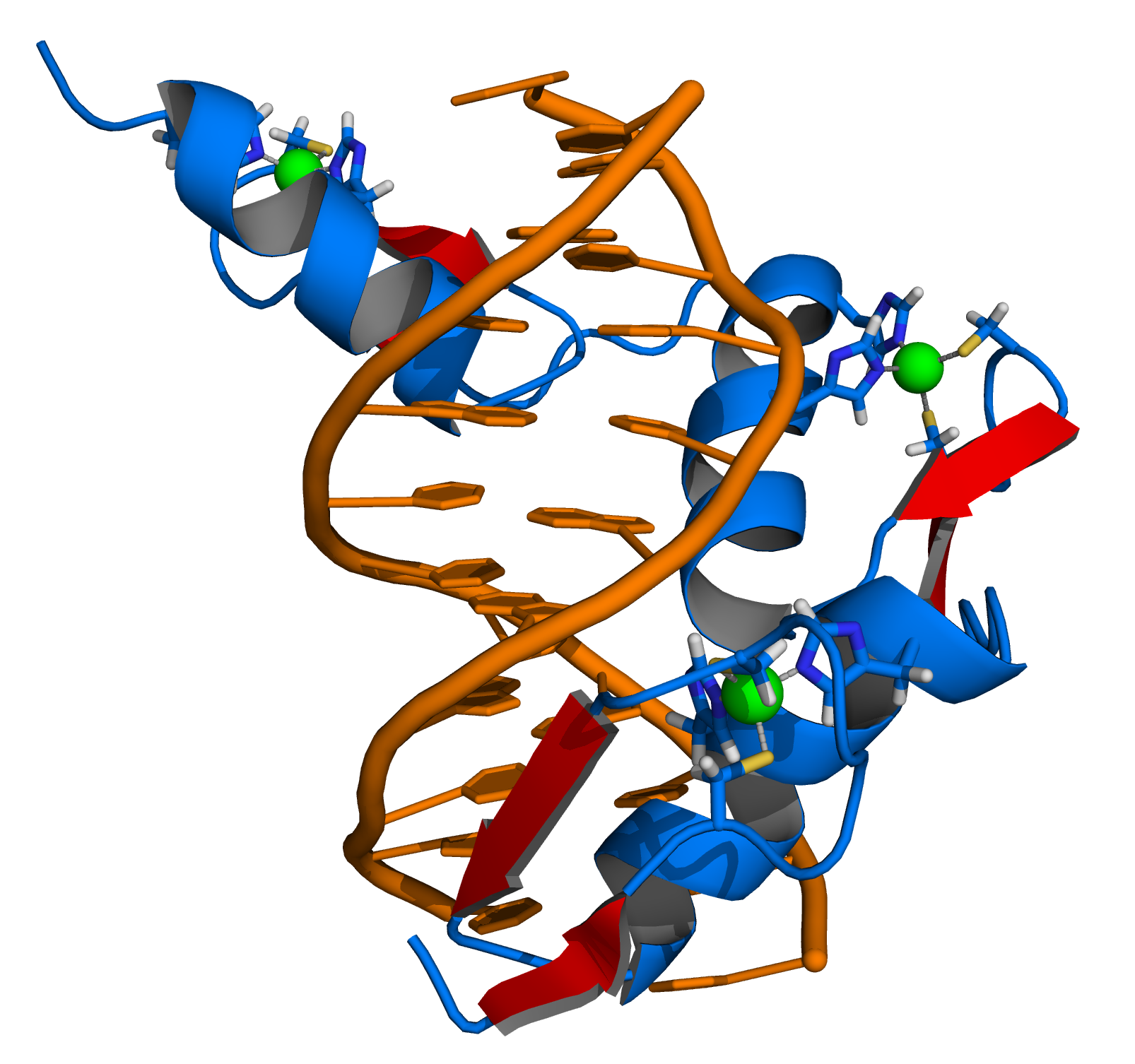
带有3个锌指（蓝色）的转录因子与 DNA（橙色）结合。 3个绿色球体代表锌离子。

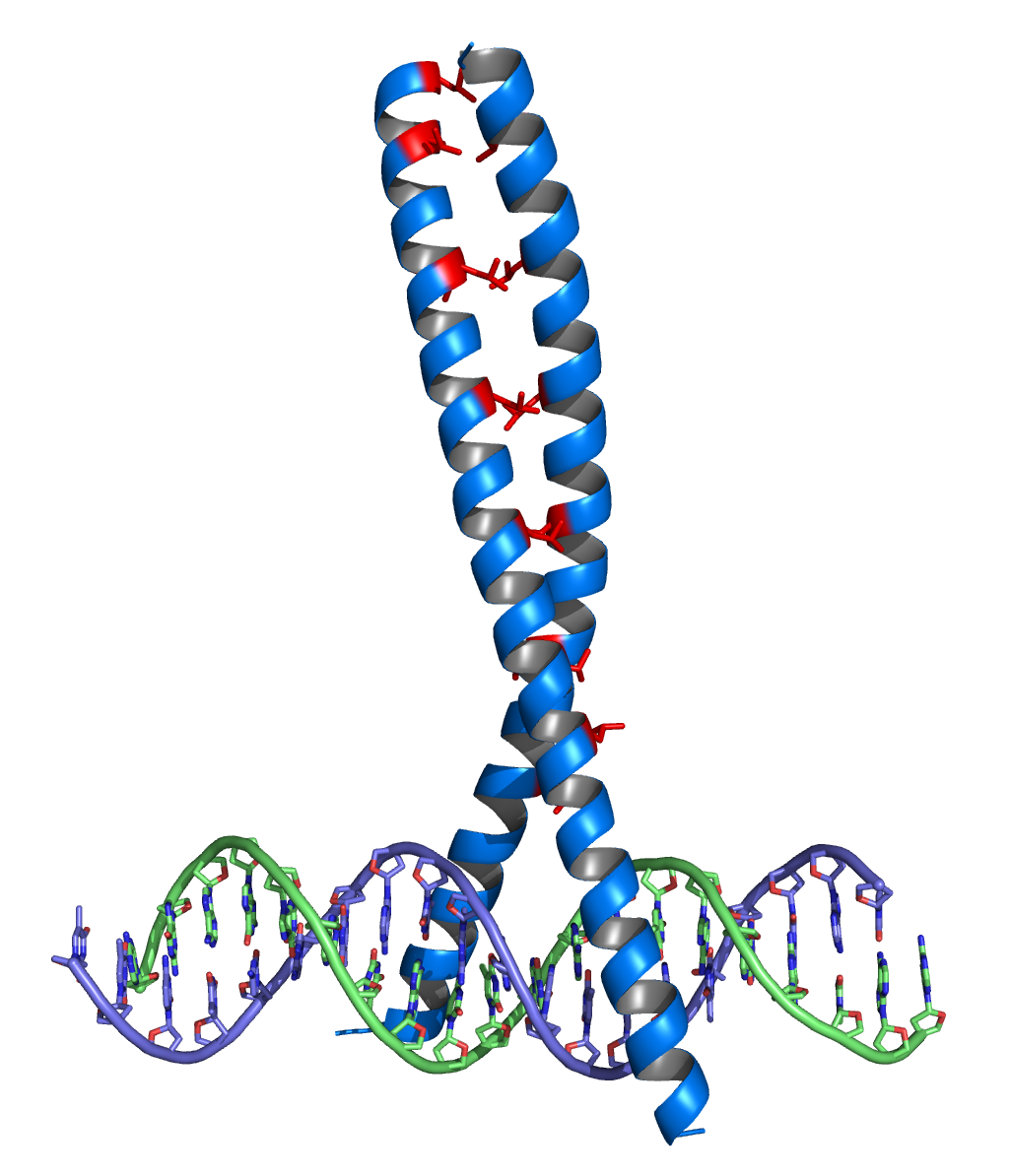
以三明治方式结合DNA的亮氨酸拉链（蓝色）。 亮氨酸残基（红色）呈规则排列。

转录因子由多个功能域构成，这种构造解析起来并不简单。然而，实际上和DNA结合的部分也就是基于DNA结合域的解析和分类相对先进。以下所示的是具有代表性的DNA结合领域分类。
- 同源结构域（homeodomain）

与果蝇的身体构造决定相关的转录因子被检出的序列和包括人在内的高等动物相比高度保守。具有螺旋-转角-螺旋（HTH）结构，拥有可以辨识的第二螺旋。
- 锌指（zinc finger）

例如类固醇类激素受体的核内受体、GATA族中的一个因子所观察到的构造，通过一个与锌配位的特定的立体构造与DNA结合。基于常见的氨基酸序列、C2H2类型、C4来进行分类。
- 上游碱性环-螺旋-环（basic-helix-loop-helix; bHLH）

HLH作为肌肉细胞分化相关和作为二噁英受体的转录因子被发现，这是一种转录因子两两结合的重要结构。转录因子形成二聚体，两个碱性结构域共同识别DNA。
- 上游碱性亮氨酸拉链（basic region-leucine zipper; bZip）

氨基酸序列每七个就被定位一个亮氨酸或者异亮氨酸并具有特征α螺旋构造，与转录因子形成二聚体相关。所形成的二聚体的碱性功能域使得DNA可以被识别。
- 其他

已知序列的还有例如Winged helix（WH）、ETS等。
此外还存在着由于不具备DNA结合结构域而未分类的转录因子未被分类，但这些蛋白质在转录调控中存在着关键作用。共活化剂、染色质再构成复合物（Chromatin Structure Remodeling; RSC）、组蛋白乙酰转移酶、磷酸化酶和甲基化酶就属于这一类。

## 转录因子结合区域
转录因子所结合的那段DNA序列被称为转录因子结合领域。转录因子通过氢键和范德华力组合装配后与这些区域产生化学性结合。由于这些化学性相互作用的特性，使得大多数转录因子都能与个别DNA序列发生特异性结合。然而，转录因子结合区域的全部碱基实际上并不一定都与转录因子接触，结合力的大小也因此而有所不同。因此，转录因子并非仅仅与单一DNA序列相结合，而可能是拥有相似序列的多个区域都能成为靶结合区。
例如被称为TATA结合蛋白质（TBP）的转录因子群有着共同的结合区域「TATAAAA」，TBP对于存在类似的序列比如「TATATAT」「TATATAA」都可能使与之耦合。
转录因子能够与这样类似的序列结合，此外还有和相对较短的序列结合的倾向。因此，由于DNA序列足够长，也难怪会偶然出现一些可以结合的区域。然而实际上，转录因子并不结合到全部拥有兼容性的序列上。比如与DNA的亲和性以及耦合因子的使用可能性，其他的制约缩小了转录因子实际的结合范围。综上，有的DNA序列即使被全部解析，我们也无法简单预测那里实际上是否有转录因子结合的位点。

## 类别
机制分类
转录因子在机制的基础上，可以分成三种。
- 基本转录因子

与转录开始的开始前复合体的形成相关。与每个细胞中都存在的II类基因周围的核心启动子区域相互作用。
- 上游转录因子

与转录起始点上游结合，促进或抑制转录方向的转录因子。又称为转录调节因子。
- 诱导型转录因子

与上游转录因子相似，进行必要的激活/抑制的功能表达
功能分类
除了按照机制进行分类外还可以按照功能来分类。
- 组成性激活型——全部细胞一般情况下都存在的类型。例如基本转录因子、Sp1、NF1、CCAAT和增强子结合蛋白。
- 有条件激活型——需要激活的类型。
- 2.A 发育型 (细胞特异性) －表达被严格调控，一旦表达则不需要进一步的激活，例如GATA转录因子、肝细胞核因子（HNF）、PIT-1、MyoD、Myf5、Hox、Winged Helix。
- 2.B 信号依赖型——需要外部信号激活。
- 2.B.1 细胞外信号依赖型——例如核内受体。
- 2.B.2 细胞内信号依赖型——细胞中由低水平物质激活。例如SREBP、p53、Orphan核内受体。
- 2.B.3 细胞膜受体依赖型——接受第二信使信号级联或通过磷酸化激活的类型。
- 2.B.3.a 原核因子（居民核因子）——不论是否激活均在核内存在。例如CREB、AP-1、Mef2。
- 2.B.3.b 潜伏细胞质因子——非激活状态存在于细胞质内，受到激活后被定位在细胞核内的转录因子。例如STAT、R-SMAD、NF-κB、Notch、TUBBY、NFAT。

DNA结合区域的分类
最细化的转录因子分类方式，通过其主要的与DNA结合区域来划分。这里以Superclass・Class・Family三个等级来进行表记，某些情况下提供Subfamily作为更加细化的分类。
1. 基础域
  1. 碱性亮氨酸拉链
    1. AP-1类似组件（例如c-Fos、c-Jun）
    2. CREB
    3. CCAAT增强子结合蛋白（C/EBP）类似因子
    4. bZIP/PAR
    5. 植物G-box结合因子
    6. 单纯ZIP

  2. 上游碱性基团的螺旋-环-螺旋结构
    1. 普适因子（class A）
    2. 生肌转录因子（MyoD）
    3. Achaete-Scute
    4. Tal/Twist/Atonal/Hen

  3. 螺旋-环-螺旋-亮氨酸拉链（bHLH-ZIP）
    1. 普适bHLH-ZIP因子（例如USF、SREBP）
    2. 细胞周期调节因子（例如c-Myc）

  4. NF-1
    1. NF-1（NFIC）

  5. RF-X
    1. RF-X（NFX）

  6. bHSH
2. 锌配位DNA結合域
  1. Cys4（核内受体型）
    1. 类固醇激素受体
    2. 甲状腺激素受体类似因子

  2. diverse Cys4 zinc fingers
    1. GATA因子

  3. Cys2His2锌指域
    1. 普适因子（例如TFIIIA、Sp1）
    2. 有NF-6B类似结合能力的大型因子

  4. Cys6 cysteine-zinc cluster
  5. 交互配置型锌指
3. 螺旋-转角-螺旋
  1. 同源box
    1. 单纯同源box（Ubx）
    2. POU因子（例如Oct）
    3. 具有LIM区域的同源域
    4. 具有锌指的同源域

  2. Paired box
    1. 具有同源域的Paired box
    2. 单纯Paired box

  3. Fork head/Winged helix
    1. 発生調節因子（例如forkhead）
    2. 组织特异性调节因子
    3. 细胞周期调节因子
    4. 其他调节因子

  4. 热休克因子（HSF）
    1. HSF

  5. 色氨酸集群
    1. Myb
    2. Ets类
    3. 干扰素调节因子

  6. TEA域
    1. TEA
4. β-Scaffold因子（伴有Minor Groove Contact）
  1. RHR（Rel homology region）
    1. Rel/ankyrin、NF-kB
    2. ankyrinのみ
    3. NF-AT

  2. STAT
    1. STAT

  3. p53
    1. p53

  4. MADS-box
    1. 分化调节因子（例如Mef2）
    2. 細胞外シグナル応答因子（SRF）

  5. β-Barrel α-helix
  6. TATA结合蛋白（TBP）
    1. TBP

  7. 
    1. SOX、SRY
    2. TCF-1
    3. HMG2关联因子、SSRP1
    4. MATA

  8. Heteromeric CCAAT factor
    1. Heteromeric CCAAT factors

  9. Grainyhead
    1. Grainyhead

  10. 冷休克域
    1. csd

  11. Runt
    1. Runt
5. 其他转录因子
  1. 铜拳头蛋白
  2. HMGI(Y)
    1. HMGI(Y)

  3. 口袋域
  4. E1A类似因子
  5. AP-2/EREBP关联因子

## 参看
- 启动子
- 转录
- 核受体，一类配体激活的转录因子